# آتش گرفتن اتوبوس در آلمان، ۲۰۱۷
آتش‌سوزی اتوبوس در آلمان روز دوشنبه ۳ ژوئیه ۲۰۱۷ در بزرگراهی در جنوب آلمان به وقوع پیوست که بر اثر آن ۱۸ نفر کشته و دست‌کم ۳۱ تن از مسافران اتوبوس زخمی شدند. این اتوبوس گردشگری حامل ۴۶ سرنشین توریست بود که پس از برخورد با یک کامیون در نزدیکی شهر اشتامباخ در ایالت بایرن آلمان آتش گرفته‌است.

## جزئیات حادثه
این حادثه در یک بزرگراه در نزدیکی شهر کوچک اشتامباخ در ایالت بایرن آلمان در حالی رخ داد که ترافیک بزرگراه نسبتاً کند بوده‌است. مسافران اتوبوس عمدتاً گردشگران سالمند بوده‌اند و راننده کامیون که زنده مانده‌است به پلیس گفت که اتوبوس با کامیون او برخورد کرده و بلافاصله آتش گرفته‌است.
دست‌کم ۲۵۰ نیروی پلیس و امدادگر و چند هلی‌کوپتر امداد برای کمک‌رسانی به زخمی شدگان در محل حادثه حاضر شدند.

## تلفات و خسارات
بر اثر این حادثه ۱۸ نفر کشته و تعداد زیادی زخمی شده‌اند. الکساندر دوبرینت، وزیر حمل و نقل آلمان نیز گفت که ۳۰ نفر در این حادثه بستری شده‌اند که وضعیت دو نفر از آنها وخیم است.
دوبرینت گفت شدت آتش‌سوزی به حدی بود که تنها قطعات فولادی اتوبوس قابل تشخیص است.

## علت حادثه
هنوز علت حادثه مشخص نیست همچنین هنوز علت این که چطور آتش با سرعت و شدت تمام اتوبوس را دربرگرفته معلوم نیست. وزیر کشور آلمان گفت تحقیقات برای مشخص شدن دلیل آتش‌سوزی آغاز شده‌است.

## واکنش‌ها

### داخلی
- آنگلا مرکل، صدراعظم آلمان، ناراحتی عمیق خود را از وقوع این حادثه ابراز کرد.[۱]

### رسانه‌ها
- خبرگزاری فرانسه از تصادف و آتش گرفتن این اتوبوس مسافربری به عنوان فاجعه‌بارترین و مرگبارترین حادثه جاده‌ای در دوران معاصر آلمان و اروپا یاد کرده‌است.[۱][۲]